# Haeromys pusillus
Haeromys pusillus is een knaagdier uit het geslacht Haeromys dat voorkomt op Borneo en de Filipijnse eilanden Palawan en Calauit. Op Borneo komt hij voor in Sarawak, Sabah en Oost-Kalimantan. De typelocatie is Gunung Kinabalu in Sabah. Exemplaren uit Palawan zijn eerder tot een aparte, nieuwe, onbeschreven soort gerekend. Hij is nauw verwant aan Haeromys margarettae, en is door sommigen tot die soort gerekend. In totaal zijn er zes exemplaren bekend uit Borneo en twee uit de Filipijnen. De Filipijnse dieren hebben een blekere buik en verschillen wat in tandkenmerken, maar er zijn zo weinig exemplaren bekend dat de betekenis daarvan niet kan worden vastgesteld.